# Batalla de Køge
La batalla de Køge se libró el 29 de agosto de 1807 entre las tropas británicas que sitiaban Copenhague y la milicia danesa reclutada en Selandia. Terminó con la victoria británica. Esta batalla fue conocida como la 'Træskoslaget' o 'Clogs Battle', ya que muchos de los milicianos daneses arrojaron sus pesados zuecos de madera cuando huían. 

## Preludio
El gobierno británico temía que la poderosa flota danesa estuviera a punto de caer en manos de los franceses y, por lo tanto, le entregó a Dinamarca un ultimátum para llevar su flota a Gran Bretaña o enfrentar una guerra. Los daneses se negaron a llevarla a Gran Bretaña, por lo que las tropas británicas desembarcaron en Vedbæk el 16 de agosto y comenzaron a bombardear Copenhague. El Generalløjtnant Castenschiold recibió la orden de crear un cuerpo de reclutas y rescatar Copenhague.
Las fuerzas de Castenschiold se concentraron alrededor de Roskilde y Lejre, mientras que el general Oxholm fue enviado al sur para activar el Søndre Sjællandske Landeværnsregiment. Castenschiold llegó a Køge el 26 de agosto y dos días más tarde se le unieron Oxholm y su fuerza. Esto le dio a Castenschiold un total de alrededor de 7.000 milicianos, 600 jinetes y 13 cañones. Mientras tanto, la sede británica en Copenhague había ganado conocimiento de la movilización de la milicia danesa y el 27 de agosto el general Arthur Wellesley (más tarde el 1. ° duque de Wellington) recibió la orden de encontrarlo y derrotarlo.

## Batalla
La fuerza de infantería angloalemana de 6.000 hombres de Wellesley incluía al 1.er Batallón del 43.° Regimiento de Infantería, el 2.° Batallón del 52.° Regimiento de Infantería, el 1.° Batallón del 92.° Regimiento de Infantería, cinco compañías del 1.° y 2.° Batallón del 95.° Regimiento de Infantería, y el 6.° Batallón de Línea de la Legión alemana del Rey. Ocho cañones de 6 libras y dos obuses de 5.5 pulgadas fueron servidos por la batería de Newhouse de la Artillería del Caballo Real y la media batería de Sympher de la Legión Alemana del Rey. El coronel Wilhelm von Linsingen era el comandante de brigada de Wellesley.
En el período del 16 al 31 de agosto, las pérdidas anglo-alemanas sumaron 29 muertos, 122 heridos y 21 desaparecidos. Los daneses perdieron dos oficiales muertos y cuatro heridos, mientras que sus soldados sufrieron 150 muertos y 200 heridos. Su mayor pérdida fue en prisioneros: los Aliados capturaron a más de 1.700 hombres, incluido Oxholm, nueve comandantes, 19 capitanes y 28 tenientes. Los trofeos anglo-alemanes incluyeron las nueve piezas de artillería, un color y 68 vagones.